# Segunda Categoría de Cotopaxi 2015
El Campeonato Provincial de Segunda Categoría de Cotopaxi 2015 fue un torneo de fútbol en Ecuador en el cual compitieron equipos de la Provincia de Cotopaxi. El torneo fue organizado por la Asociación de Fútbol No Amateur de Cotopaxi (AFNAC) y avalado por la Federación Ecuatoriana de Fútbol. El torneo empezó el 14 de junio de 2015 y finalizó el 19 de julio de 2015. Participaron 3 clubes de fútbol y entregó dos cupos a los zonales de la Segunda Categoría 2015 por el ascenso a la Serie B.

## Sistema de campeonato
El sistema determinado por la Asociación de Fútbol No Amateur de Cotopaxi fue el siguiente:
- Primera etapa: Se jugó con los 3 equipos establecidos, fue todos contra todos ida y vuelta (6 fechas), al final el equipo que terminó en primer y segundo lugar clasificaron a la final del torneo y a los zonales de Segunda Categoría 2015.
- Segunda etapa: Se jugó un partido play-off ida y vuelta con los dos equipos que clasificaron al zonal para determinar al campeón y vicecampeón provincial.

## Equipos participantes
| Equipos participantes         | Equipos participantes | Equipos participantes                              |
| ----------------------------- | --------------------- | -------------------------------------------------- |
|                               |                       |                                                    |
| Equipo                        | Ciudad                | Estadio                                            |
| Club Atlético Saquisilí       | Saquisilí             | Estadio de la Liga Deportiva Cantonal de Saquisilí |
| Club UTC                      | Pujilí                | Estadio Jaime Zumárraga                            |
| Club Deportivo Ciudad de León | Latacunga             | Estadio La Cocha                                   |

## Equipos por Cantón
| Cantón    | N.º | Equipos            |
| --------- | --- | ------------------ |
| Latacunga | 1   | Ciudad de León     |
| Saquisilí | 1   | Atlético Saquisilí |
| Pujilí    | 1   | UTC                |

## Clasificación
|  |    | Equipo             | PJ | PG | PE | PP | GF | GC | DG  | PTS |
|  | -- | ------------------ | -- | -- | -- | -- | -- | -- | --- | --- |
|  | 1. | UTC                | 4  | 3  | 0  | 1  | 24 | 2  | +22 | 9   |
|  | 2. | Atlético Saquisilí | 4  | 3  | 0  | 1  | 12 | 1  | +11 | 9   |
|  | 3. | Ciudad de León     | 4  | 0  | 0  | 4  | 1  | 34 | −33 | 0   |

|  | Clasificados a los zonales de Segunda Categoría 2015. |

## Evolución de la clasificación
| Equipo / Jornada   | 01 | 02 | 03 | 04 | 05 | 06 |
| ------------------ | -- | -- | -- | -- | -- | -- |
| UTC                | 3  | 2  | 2  | 1  | 2  | 1  |
| Atlético Saquisilí | 1  | 1  | 1  | 2  | 1  | 2  |
| Ciudad de León     | 2  | 3  | 3  | 3  | 3  | 3  |

## Resultados
|                       | UTC | 0 - 1 | Atlético Saquisilí |  | Jaime Zumárraga | 14 de junio | 12:00 |
| Libre: Ciudad de León |     |       |                    |  |                 |             |       |

|            | Atlético Saquisilí | 5 - 0 | Ciudad de León |  | LDC de Saquisilí | 20 de junio | 16:00 |
| Libre: UTC |                    |       |                |  |                  |             |       |

|                           | Ciudad de León | 1 - 11 | UTC |  | La Cocha | 24 de junio | 16:00 |
| Libre: Atlético Saquisilí |                |        |     |  |          |             |       |

|                       | Atlético Saquisilí | 0 - 1 | UTC |  | LDC de Saquisilí | 28 de junio | 16:00 |
| Libre: Ciudad de León |                    |       |     |  |                  |             |       |

|            | Ciudad de León | 0 - 6 | Atlético Saquisilí |  | La Cocha | 1 de julio | 16:00 |
| Libre: UTC |                |       |                    |  |          |            |       |

|                           | UTC | 12 - 0 | Ciudad de León |  | Jaime Zumárraga | 5 de julio | 12:00 |
| Libre: Atlético Saquisilí |     |        |                |  |                 |            |       |

## Final

### Ida
| 11 de julio, 15:30 | Atlético Saquisilí | 2:1 (1:0) | UTC        | Estadio LDC, Saquisilí        |                               |
|                    | Constante 32', 75' | Reporte   | Arroyo 57' | Árbitro(s): José Luis Espinel | Árbitro(s): José Luis Espinel |

### Vuelta
| 19 de julio, 12:00 | UTC           | 1:3 (1:1) (Global 2:5) | Atlético Saquisilí                       | Estadio Jaime Zumárraga, Pujilí |  |
|                    | Quinteros 41' |                        | Estupiñán 31' · Mina 54' · Constante 87' |                                 |  |

|                                                                                                  |
| Campeón Club Atlético Saquisilí 1.er título Clasifica a los zonales de la Segunda Categoría 2015 |
| También clasifica Club Deportivo Universidad Técnica de Cotopaxi como vicecampeón.               |